# Monika Herz
Monika Herz, de son vrai nom Monika Schmidt (née le 12 juillet 1951 à Letschin) est une chanteuse allemande.

## Biographie
Après un apprentissage en tant que graphiste commerciale, elle rejoint l'association artistique des travailleurs de l'usine sidérurgique d'Eisenhüttenstadt. En 1970 elle produit régulièrement pour la Rundfunk der DDR, en 1972 son premier single, Zärtlich sollst du bleiben, apparaît sur Amiga. Elle est souvent mise en avant et apparaît fréquemment à la télévision dans des émissions comme Da liegt Musike drin, Bong, Schlagerstudio, Klock 8, achtern Strom, Musikanten sind da, Oberhofer Bauernmarkt, Im Krug zum grünen Kranze, Ein Kessel Buntes, Mit Lutz und Liebe, Wennschon dennschon, Auf Schusters Rappen. De 1972 à 1989, elle sort quatre LP et plus d'une douzaine de singles.
Depuis 2002, Monika Herz, avec son fils David, est sur scène en tant que "Monika Herz & David". Elle se produit alors autant dans les Länder de l'ouest.

## Discographie
Singles
- AMIGA 455 914 Zärtlich sollst du bleiben/Teddybär (1973)
- AMIGA 456 005 Komm Kolumbus komm/Tanz eine Nacht unter Sternen (1973)
- AMIGA 456 056 Schön ist das Land/Alle sind Geburtstagskinder (1974)
- AMIGA 456 110 Schreib mir mal wieder/Jede Liebe (1975)
- AMIGA 456 145 Mama ich komm wieder/Melodie Poesie (1975)
- AMIGA 456 183 Ich fang an zu lieben/Feuer in der Nacht (1976)
- AMIGA 456 215 Hallo wie geht's/Wir haben zusammen die Sterne gezählt (1976)
- AMIGA 456 271 Charly, ade/Kleiner Vogel (1977)
- AMIGA 456 317 Der Mann gegenüber/Bitte tanz mit mir (1978)
- AMIGA 456 400 Irgendein Septembertag/Denn ich kann dich nicht vergessen (1979)
- AMIGA 456 481 Ich weiß ein Lied/Komm, liebe Sonne, scheine (1981)
- AMIGA 456 519 Wir müßten mal reden/Beug dich zu mir (1982)
- AMIGA 456 567 Heut' sah ich sie wieder/Die Rose aus Glas (1984)
- AMIGA 556 222 Quartett (Ich suche meine Chance/Liebe/Das kann nicht wahr sein/Ich habe keine Worte mehr) (1989)
- Wespo 6910705 Es gibt immer einen (der es besser kann)/So ist unser Leben (1990)
- Perl S-CD 74016 Einmal in die Ferne (2006)

Albums
- 1976 : Melodie Poesie (AMIGA, LP)
- 1978 : Bitte tanz mit mir (AMIGA, LP)
- 1979 : Mit den besten Wünschen (AMIGA, LP)
- 1987 : Komm, wir müssten mal reden (AMIGA, LP)
- 1995 : Herzlichst - Meine schönsten Lieder (AMIGA, CD)
- 2007 : Für die Seele² (avec son fils David)
- 2008 : Meine größten Erfolge (Kleiner Vogel) (AMIGA, CD)
- 2011 : 40 Hits zum 40. Bühnenjubiläum (AMIGA, CD)
- 2015 : Die Musik unserer Generation - Die grössten Hits (AMIGA/Superillu, CD)

## Source de la traduction
- (de) Cet article est partiellement ou en totalité issu de l’article de Wikipédia en allemand intitulé « Monika Herz » (voir la liste des auteurs).